# 祝桥镇
祝桥镇是中国上海市浦东新区下辖的一个镇，是上海市面积最大的镇。祝桥镇东临东海，是浦东国际机场和上海东站所在地。

## 历史沿革
1994年，祝桥撤乡建镇。
2003年，位于祝桥南部的盐仓镇以及位于东部的东海镇一同并入祝桥镇。
2006年，临海的朝阳农场并入祝桥镇。
2012年，原川沙新镇的江镇社区（不含和平村、华路村、大洪村、民利村）和施湾社区并入祝桥镇。祝桥镇东至长江岸线；南至惠南镇、老港镇边界；西至宣桥镇和调整后的川沙新镇边界；北至合庆镇边界。镇人民政府驻卫亭路80号。

## 行政区划
祝桥镇下辖祝桥、盐仓、东海、江镇、施湾五个社区。包括31个居委会及40个村委会。

### 祝桥社区
下辖8个居委会及8个村委会：第一居委会第二居委会、东港花苑居委会、千汇一村社区居委会、千汇二村社区居委会、千汇三村社区居委会、千汇四村社区居委会、祝和苑社区居委会、亭中村村委会、三八村村委会、金星村村委会、祝东村村委会、卫民村村委会、星光村村委会、明星村村委会、祝西村村委会。

### 盐仓社区
下辖1个居委会及4个村委会：盐仓居委会、星火村村委会、红星村村委会、高永村村委会、立新村村委会。

### 东海社区
下辖2个居委会及9个村委会：东海居委会、朝阳社区居委会、红三村村委会、新东村村委会、新如村村委会、薛洪村村委会、义泓村村委会、先进村村委会、果园村村委会。

### 江镇社区
下辖4个居委会及16个村委会：江镇居委会、晨阳居委会、百欣苑居委会、江家宅居委会、东滨村村委会、营前村村委会、新营村村委会、森林村村委会、陈胡村村委会、小圩村村委会、新和村村委会、大沟村村委会、卫东村村委会、亭东村村委会、新生村村委会、共和村村委会、军民村村委会、红旗村村委会、立新村村委会、道新村村委会。

### 施湾社区
下辖7个居委会及5个村委会：思凡一居委会、思凡二居委会、思凡三居委会、施湾居委会、东港居委会、邓镇居委会、航城居委会、中圩村村委会、邓镇一村村委会、邓镇二村村委会、邓镇三村村委会、望楼三村村委会。